# Patricia Galván
Patricia Galván (Jerez de la Frontera, 1987) es una actriz y cómica española. Activista por los derechos LGBT española.

## Biografía
Patricia nace Jerez, en el seno de una familia mormona Iglesia de Jesucristo de los santos de los últimos días siendo su padre obispo de la misma, hecho que la condicionará toda su vida aunque se considera "una persona espiritual pero no creyente en ninguna religión". Se cría en Jerez y al mismo tiempo parte de su vida transcurre en la Base Naval Americana de Rota, donde su madre tiene una tienda de costura.

## Trayectoria
En sus comienzos en Madrid intenta hacer Standup Comedy pero no le permiten subirse al escenario por ser mujer. Años más tarde explica como le costó muchos años volver a subirse a un escenario a hacer monólogos después de una experiencia tan frustrante y traumática.
Patricia es una de las cómicas españolas con más éxito a nivel nacional e internacional y es la primera cómica española en haber realizado actuaciones en Estados Unidos. En la temporada 2024 estrenó su show Hardcore en la Gran Vía madrileña, y en la temporada 2024-2025 reside con su show en el Teatro Fígaro, que alberga el doble de capacidad.
Actualmente continúa con su gira Hardcore por toda España y va sumando fechas a la misma en su web www.patriciagalvan.show
Con 19 años comienza a trabajar en las compañías Tántrico Teatro y Scena Difusio. Posteriormente, llevó la dirección, adaptación y traducción del musical Hairspray en 2011, combinándolo con su labor como profesora en la Escuela de teatro musical de María Beltrán. En 2012, Galván participó en la obra de teatro titulada La venganza de Don Mendo, de Pedro Muñoz Seca, dirigida por Manuel Gallardo y estrenada en el Teatro Español en marzo de 2012. Los siguientes años ejerció como directora, dramaturga y actriz de la compañía Besos desde el sótano, en la que se mantuvo entre 2006 y 2011.
En 2018, participó en el programa Got Talent España de Telecinco. A pesar de que su actuación duró 3 minutos, su reacción al comentario de una de las personas del jurado, Risto Mejide, se hizo viral y e hizo que todo el público se pusiera en pie.
En 2020, se estrenó la primera película en la que Galván tiene un personaje de reparto, titulada Mi gran despedida y dirigida por Antonio Hens y Antonio Álamo, fue presentada en el Festival de cine de Málaga de ese mismo año. Ese mismo año, actuó para el Ministerio de Igualdad del Gobierno de España en el acto del Día internacional de la Mujer celebrado el 8 de marzo.
En 2022 en la XXIII Mostra de Curtas Vila de Noia se proyectaron dos documentales rodados dentro de la iniciativa de J&B para dar visibilidad al sexilio (migración forzosa) llamada Hay Ganas de Orgullo de Pueblo. Entre ellos, el del director Eduardo Casanova titulado Sexilio, y que contó con la participación de Galván.
También en 2024 se vuelve, una vez más, viral. Esta vez contando una de sus experiencias en el programa La Ruina. 
Galván se declara bisexual, además de contar con ascendencia [[gitana]] y [[judía]] , cuestiones que explica y utiliza en sus monólogos para tratar temas como el racismo y la homofobia. Se formó en el mundo de la interpretación entre Sevilla (Escuela de Cine de Puerto Real) y Madrid, donde descubrió el stand-up comedy y se convirtió en humorista profesional.

## Reconocimientos
En 2022, Galván fue copresentadora de los Premios internacionales a la visibilidad lésbica, los primeros de este tipo a nivel europeo. Dicha gala fue celebrada en Tenerife, promovida por Eurocentralasian Lesbian Community y Lesbian Networking y financiada por la Unión Europea.
En 2023 el Gobierno de España y el ministerio de igualdad de España le hacen entrega del Reconocimiento Arcoíris por su lucha ante el racismo y la homofobia a través del humor.
En 2024 recibe la nominación al premio Jameson para el mejor creador de contenido cómico en redes junto a Galder Varas y Juan Dávila. 

## Filmografía

### Televisión
- La hora de José Mota.
- Jose Mota presenta.
- Got Talent España (2018)

### Cine
- Mi gran despedida (2020)